# Isle of Wight Festival 1969
Isle of Wight Festival 1969 hölls 30 augusti–31 augusti 1969, på Wootton Bridge, Wootton Creek, Isle of Wight, och lockade till sig uppskattningsvis 150 000 människor för att se artister och band som Bob Dylan, The Who och Free. Det var den andra av tre legandariska musikfestivaler arrangerade på Isle of Wight mellan 1968 och 1970. Eventet ansågs som välskött och relativt problemfritt till skillnad från festivalen 1970.

## Bob Dylans framträdande
Under sommaren 1969 ryktades det om att Dylan skulle göra comeback på Woodstockfestivalen. Dylan hade emellertid inte en tanke på detta, trots att han bodde i närheten av festivalen. Dylan fann hela historien kring Woodstock störande vad gällde sitt privatliv. Arrangörerna för Isle of Wight, bröderna Foulk, hade även kontaktat Dylans produktionsbolag och erbjudit 50 000 dollar för att Dylan skulle framträda en timme på festivalen. 
Det enda villkoret i övrigt var att Dylan förpliktade sig att inte framträda någon annanstans under 1969. Han kom åter att engagera The Band som kompgrupp, och gruppen erbjöds 20 000 dollar för att även spela separat på festivalen. I övrigt erbjöds han bekvämt boende och goda resevillkor. Tanken var att Dylan med familj skulle resa över med Elizabeth II. Då ett av barnen skadade sig på båten fick man emellertid uppsöka läkare för att därefter istället ta flyget. Uppmärksamheten då Dylan anlände till England var enorm och även amerikaner försökte få biljett. Dylan tvingades göra en presskonferens tillsammans med The Bands Robbie Robertson. Han inkvarterades på en gammal herrgård där han även repade i en ladugård. På kvällen innan framträdandet hade han en tillställning med The Beatles (utom Paul) där man bland annat spelade tillsammans.
Festivalen hade vissa problem med sitt schema. The Band framträdde klockan nio på kvällen, tre timmar efter att föregående akt slutat. Klockan elva inledde Dylan och The Band sin konsert. 
Dylan, som inte givit en riktig konsert på över tre år, klev in på scenen och började spela. Efter en låt hälsade han dock på publiken med "It's great to be here" vilket var det enda längre mellansnacket på hela konserten. Dylan hade vit kostym med orange skjorta och ett mycket välvårdat skägg. Merparten av sångerna kom från John Wesley Harding och Nashville Skyline men en del äldre material, bland annat en radikalt annorlunda "It Ain't Me Babe", i countryversion, framfördes. Enligt kontrakt spelade man i en timme, varken mer eller mindre.